# Jalapadevi
Jalapadevi – gaun wikas samiti w zachodniej części Nepalu w strefie Seti w dystrykcie Achham. Według nepalskiego spisu powszechnego z 2011 roku liczył on 542 gospodarstwa domowe i 2613 mieszkańców (1520 kobiet i 1093 mężczyzn).